# Opération Démon
Seconde Guerre mondiale,
 Bataille de Grèce
L'opération Démon est l'évacuation du corps expéditionnaire britannique (Britanniques, Australiens et Néo-Zélandais) de Grèce continentale à partir des ports du Péloponnèse et principalement de Kalamata les 24 et 25 avril 1941 en direction de la Crète et de l'Égypte.

## Prélude
Le 19 avril 1941 est décidé, à Athènes par le roi Georges II de Grèce et les généraux Aléxandros Papágos, Archibald Wavell et Henry Maitland Wilson, l’opération Démon, en prévision d’une capitulation de l’armée grecque (qui eut lieu le 21 avril 1941).

## L’opération
L’opération prévoyait que les troupes se replieraient en combattant le long des routes aboutissant à des plages.
Des combats eurent lieu au défilé des Thermopyles puis devant Thèbes afin de couvrir l’opération Démon. Pour mener à bien cette opération, une importante flotte est mise à la disposition des alliés : 6 croiseurs, 20 contre-torpilleurs, 7 destroyers, 19 bateaux de transport et toute une flotte de petits navires. Des groupes australiens et néo-zélandais quittèrent l’Attique par les petits ports de Rafína, Pórto Ráfti et Mégare. Dès lors le corps expéditionnaire, pris en tenaille, et harcelé par les Stuka, accéléra le pas par Nauplie, Monemvasie (Malvoisie) et Kalamata le 24 avril. Les embarquements eurent lieu, la nuit du 24 au 25 avril, les bateaux tous feux masqués, vinrent mouiller aussi près que possible de la côte et les embarcations de tous genres (caïques, vedettes, barques…) commencèrent à les accoster.
Le transport Pennland, son gaillard avant défoncé par une bombe lancée par un Junker, continua tout de même sa marche au ralenti. Le 25 avril 1941 un détachement de parachutistes allemands sauta sur la berge sud du canal de Corinthe et la SS Leibstantarte, traversa le golfe de Patras à partir de Naupacte et se dirigea sur Kalamata.
La 5e brigade néo-zélandaise est évacuée dans la nuit du 24 avril, pendant que la 4e brigade néo-zélandaise bloque l'étroite route qui mène à Athènes. Le 25 avril, journée de l'ANZAC, quelque 5 500 Australiens sont évacués depuis les plages de Nauplie sur le HMAS Perth, HMAS Stuart et le HMAS Voyager. L'évacuation de 43 000 hommes se prolonge jusqu'au 28 avril mais est perturbée par la Luftwaffe qui réussit à couler plusieurs transports de troupes, en particulier au cours des nuits du 26 au 27 et du 27 au 28 avril. À Nauplie, le transport Ulster Prince s'échoue dans la nuit du 26 avril et le Hyacinth emmêle le câble de remorquage dans son hélice en essayant de dégager l'Ulster Prince. Les deux sont coulés par des bombardiers, ainsi que le transport Slamat et les destroyers HMS Diamond et HMS Wryneck. Les Allemands réussissent à capturer environ 8 000 soldats du Commonwealth ou yougoslaves qui n'ont pas pu être évacués et libèrent de nombreux soldats italiens qui avaient été faits prisonniers.
| Nuit             | Kalamata | Monemvasia          | Toló et Nauplie                      | Rafína et Pórto Ráfti | Mégare | Cythère | Milo |
| ---------------- | -------- | ------------------- | ------------------------------------ | --------------------- | ------ | ------- | ---- |
| 24-25 avril      | -        | -                   | 6 685 Britanniques et 15 infirmières | 5 700                 | -      | -       | -    |
| 25-26 avril      | -        | -                   | -                                    | -                     | 5 900  | -       | -    |
| 26-27 avril      | 8 650    | -                   | 4 527                                | 8 223                 | -      | -       | -    |
| 27-28 avril      | -        | -                   | -                                    | 4 640                 | -      | -       | -    |
| 28-29 avril      | 332      | 4 320 Néo-zélandais | -                                    | -                     | -      | 760     | -    |
| 29-30 avril      | 33       | -                   | -                                    | -                     | -      | -       | -    |
| 30 avril-1er mai | 202      | -                   | -                                    | -                     | -      | -       | 700  |
| Sous-total       | 9 217    | 4 320               | 11 212                               | 18 563                | 5 900  | 760     | 700  |

Au total, il y a eu 50 672 évacuations.

## Bilan
Au prix de quatre transports et deux destroyers coulés par les Stuka, les Britanniques réussissent à rembarquer 50 732 soldats britanniques, australiens et néo-zélandais.
Ils laissèrent toutefois environ 6 000 soldats (par manque de transport) à Kalamata qui furent faits prisonniers.
Avant de quitter la Grèce, des consignes précises de sabotage sont données : les radiateurs et batteries doivent être sabotés, les moteurs cassés à coups de marteau, les chevaux doivent être tués et les mules données aux civils grecs. Le roi doit intervenir personnellement pour empêcher la destruction des dépôts de carburant situés dans les environs d'Athènes afin de ne pas mettre en danger les populations civiles.